# Vîșneve, Trosteaneț
Vîșneve (în ucraineană Вишневе) este un sat în comuna Bilka din raionul Trosteaneț, regiunea Sumî, Ucraina.

## Demografie
Componența lingvistică a localității Vîșneve
     Ucraineană (90,46%)
     Rusă (7,89%)
     Belarusă (1,64%)
Conform recensământului din 2001, majoritatea populației localității Vîșneve era vorbitoare de ucraineană (90,46%), existând în minoritate și vorbitori de rusă (7,89%) și belarusă (1,64%).